# El Matreg
El Matreg ist eine nordafrikanische Kampfkunst, die ihre Wurzeln aus Algerien hat und hauptsächlich zur Unterhaltung dient.
In dieser Kampfart treten zwei Gegner mit jeweils einem langen Stock gegeneinander an. Beim Kampf gilt es, den Kontrahenten mit dem Stock auszumanövrieren. Die einzelnen Manöver, die zum Überlisten des Gegners führen, werden mit Punkten belohnt.